# Casselieae
Casselieae, biljni tribus iz porodice sporiševki (Verbenaceae). Sastoji se od 3 roda sa 16 vrsta polugrmova, često gomoljastih. Opisan je u Darwiniana 18(3–4): 385. 1974. Tipični je južnoamerički rod Casselia sa 8 vrsta.

## Etimologija
Tribus nosi ime po rodu Casselia.

## Rodovi
1. Casselia Nees & Mart. (8 spp.)
2. Parodianthus Tronc. (2 spp.)
3. Tamonea Aubl. (6 spp.)

## Vanjske poveznice
- Photos of Tribe Casselieae